# 風の丘を越えて/西便制
『風の丘を越えて/西便制』（かぜのおかをこえて/ソピョンジェ、原題：서편제）は、イム・グォンテク（林權澤）監督による1993年公開の韓国映画。

## 概要
1960年代ころの移りゆく現代社会を舞台に、韓国の伝統芸能・パンソリにたずさわる家族の、情愛と芸道に関する物語。原題の「西便制」はパンソリの歌唱法による流派の一つで、全羅道西南地域で歌われるものを指す。李清俊（イ・チョンジュン）の小説『남도 사람 (南道の人)』を原作としている。青山島（全羅南道莞島郡青山面）で撮影された。
ソンファ役のオ・ジョンヘは人間文化財のパンソリ唱者キム・ソヒに師事し、パンソリを学んだ経験がある。また、厳格な父ユボン役と脚色を担当したキム・ミョンゴン（金明坤。盧武鉉政権後期の2006年3月27日～2007年5月7日に文化観光部長官を務めた）は韓国映画ではお馴染みの準主役俳優だが、大学生時代よりパンソリを習い、自己の主宰していた『劇団アリラン』(1999年解散)でパンソリに関する演目の演出・主演をし、舞台でも口演をした経験がある。
映画は当初、限られた人々の関心を引くだけだと思われていたが、結局は興行上の記録を破り、ソウルだけで100万人以上の動員を記録した最初の韓国映画になった。パンソリをはじめとする韓国の伝統芸能に対する関心が高まり、「西便制シンドローム」と呼ばれる社会現象を引き起こした。カンヌ国際映画祭でも上映され、大鐘賞6部門と韓国映評賞6部門を受賞するなど、高い評価を得た。

## あらすじ
山奥の酒屋兼旅籠にドンホという男が訪れる。彼は、パンソリ唱者である養父のユボンとその養女ソンファを探しているのだった。ドンホは、女主人から消息を聞かされる。
ドンホが幼かった頃、ドンホの母である後家のもとに居ついたのが旅芸人のユボンと、その養女のソンファだった。ドンホの母は出産の際に落命し、ひとり残されたドンホは、ユボン・ソンファとともに旅芸人となる。ユボンは、ソンファには歌を、ドンホには太鼓を教え込むが、修行は厳しく、生活も楽ではない。時あたかも西洋音楽が流行するようになり、パンソリは古い芸能として忘れられつつあった。ある日ドンホは、衰退しつつあるパンソリに固執するユボンと言い争い、そのもとを飛び出す。
しかしドンホは、ユボンとソンファを懐かしく思い出すようになる。薬の仲買人として旅をしながら、彼らの足跡を辿るドンホは、パンソリの奥底にある「恨（ハン）」を極めるために壮絶な親娘の生を見出すのだった。
ドンホは、漁村で暮らしているというソンファに会いに行く。

## キャスト
- キム・ミョンゴン（金明坤） - ユボン
- オ・ジョンヘ（呉貞孩） - ソンファ
- キム・ギュチョル（金圭哲） -  ドンホ
- アン・ビョンギョン（安柄京） - ナクサン：文字絵師
- チェ・ドンジュン（崔東俊） - ドサン

## 受賞歴
- 1993年 第1回上海国際映画祭 - 最優秀監督賞、最優秀主演女優賞
- 1993年 青龍賞 - 最優秀作品賞、男優主演賞（キム・ミョンゴン）、男優助演賞（アン・ビョンギョン）、女子新人賞（オ・ジョンヘ）、撮影賞（チョン・イルソン）、最多観客賞
- 1993年 第31回大鐘賞 - 最優秀作品賞、監督賞（イム・グォンテク）、撮影賞（チョン・イルソン）、録音賞（キム・ボムス、カン・デソン）、男子新人賞（キム・ギュチョル）、女子新人賞（オ・ジョンヘ）

## エピソード
- オ・ジョンヘは当初『太白山脈』のためにキャスティングされたが、『太白山脈』の撮影が延期になったため、パンソリ唱者を題材にした本作の主演となった。
- イム・グォンテクは、2000年に映画『春香伝』を撮影した。古典文学である『春香伝』はパンソリの形で広まったものだけに、この作品でもパンソリが印象深く使われている。
- 2007年、イム・グォンテク監督によって『千年鶴』（日本未公開）が制作された。同一原作者（李清俊）による関連作品であり、ドンホとソンファが登場するが（ソンファ役はオ・ジョンヘ）、続編ではないとされる。血の繋がらない姉弟のかなわぬ愛がテーマになっている。

## ラジオドラマ
1998年8月22日(土)22:00~22:50、8月29日(土)22:00~22:50、前後編に分けてFMシアターでラジオドラマ化された。
出演は平田満、米倉斉加年、豊川潤、冷泉公裕、趙博、金久美子、三田和代、河原崎建三、加藤治ほか
【訳】根本理恵
【脚色】いずみ凜
【演出】角井佑好